# Sato Kilman

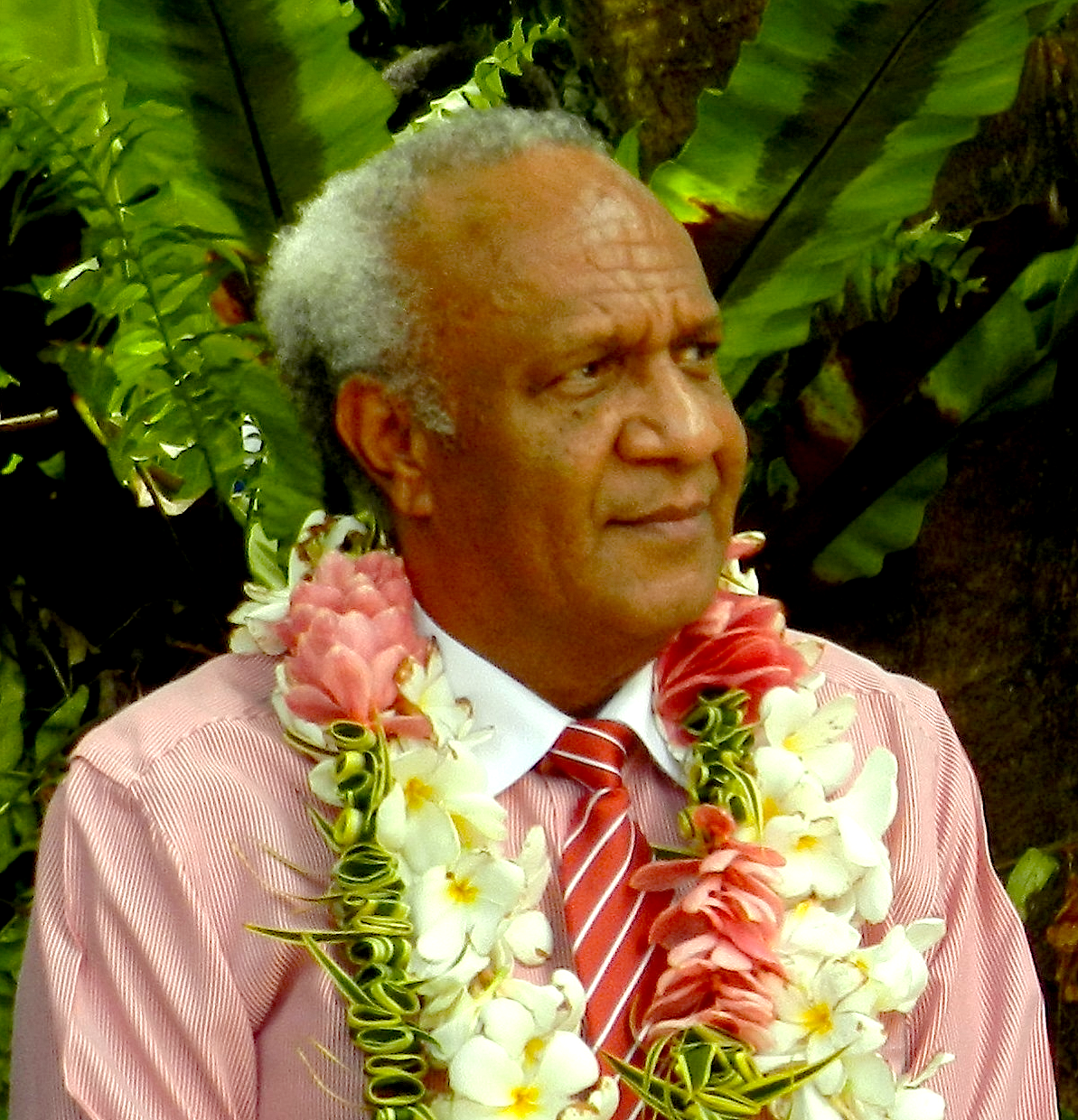
Sato Kilman (2013)

Meltek Sato Kilman Livtuvanu (* 30. Dezember 1957) ist ein vanuatuischer Politiker, mehrmaliger Premierminister und Außenminister seines Landes von 2004 bis 2007 und erneut von 2014 bis 2015. 
Er ist Vorsitzender der People’s Progress Party (PPP). Von 2004 bis 2007 amtierte er als Vizepremierminister und zugleich Außenminister in der Regierung von Ham Lini. Im November 2009 wurde er Vizepremierminister in der Regierung von Edward Natapei. Nach dem Sturz von Premierminister Natapei durch ein Misstrauensvotum am 2. Dezember 2010 wurde Kilman vom Parlament noch am selben Tag zum neuen Premierminister gewählt. Am 24. April 2011 wurde er durch ein Misstrauensvotum gestürzt und von Serge Vohor als Premierminister abgelöst. Kilmans Anhänger bekämpften jedoch die Gültigkeit des Misstrauensvotums vor Gericht, da zwar 26 Abgeordnete gegen Kilman und nur 25 für ihn gestimmt hatten, nach Meinung seiner Anhänger für eine gültige Abwahl aber die absolute Mehrheit des 52 Abgeordnete umfassenden Parlaments, nämlich 27, gegen ihn stimmen müssen hätte. Der Supreme Court erklärte dieser Ansicht folgend Kilmans Abwahl am 13. Mai 2011 für verfassungswidrig und setzte ihn wieder in sein Amt ein. Am 15. Juni 2011 wurde er jedoch vom Supreme Court wieder abgesetzt, weil seine Wahl am 2. Dezember 2010 nicht in geheimer Abstimmung erfolgt war. Am 26. Juni 2011 wurde Kilman vom Parlament neuerlich zum Premierminister gewählt. Am 21. März 2013 trat er zurück.
In der seit dem 15. Mai 2014 amtierenden Regierung von Premierminister Joe Natuman wurde er erneut Außenminister und blieb es bis 2015.